# Calyptrochaeta brownii
Calyptrochaeta brownii là một loài rêu trong họ Daltoniaceae. Loài này được Dixon J.K. Bartlett mô tả khoa học đầu tiên năm 1985.